# Take 6
I Take 6 sono un gruppo musicale statunitense di genere gospel/a cappella, attivo dal 1987 e originario di Huntsville (Alabama).

## Premi
Il gruppo ha vinto tra gli altri premi dieci Grammy (soprattutto nelle categorie gospel, jazz e R&B) e dieci GMA Dove Award.

## Collaborazioni
Tra i principali artisti con cui i Take 6 hanno collaborato vi sono Stevie Wonder, Incognito, Whitney Houston, Don Henley, Ben Tankard, Ray Charles, Quincy Jones, Queen Latifah, Marcus Miller, Brian McKnight, Gordon Goodwin, K.d. lang, Al Jarreau, Eros Ramazzotti e Luis Miguel.

## Formazione
- Alvin Chea
- Khristian Dentley
- Joey Kibble
- Mark Kibble
- Claude V. McKnight III
- David Thomas

Ex membri
- Cedric Dent
- Mervyn Warren

## Discografia
- Take 6 (1988)
- So Much 2 Say (1990)
- He Is Christmas (1991)
- 'Join the Band (1994)
- Best of Take 6 (1995)
- Brothers (1996)
- So Cool (1998)
- Greatest Hits (1999)
- We Wish You a Merry Christmas (1999)
- Tonight: Live (2000)
- Best of Take 6 (2000)
- Beautiful World (2002)
- Feels Good (2006)
- The Standard (2008)
- The Most Wonderful Time of the Year (2010)
- One (2012)
- Believe (2016)